# アリバイ (ヴァンデンバーグのアルバム)
『アリバイ』（Alibi）は、オランダのハードロック・バンド、ヴァンデンバーグが1985年に発表した3作目のスタジオ・アルバム。バンドは本作を最後に解散し、バンドの中心人物エイドリアン・ヴァンデンバーグはホワイトスネイク加入に至る。

## 背景
ヴァンデンバーグのアルバムとしては初めて、母国オランダでレコーディングされた。前2作に続いてエイドリアン・ヴァンデンバーグがジャケットの絵を描いており、2007年には、アントワープでエイドリアンの絵画の個展「Stuck between Rock and an Artplace」が開催されるのを記念して、本作のアートワークのリトグラフが75枚限定で発売された。
バート・ヒーリンクは後年、本作のサウンド・プロダクションに関して「『アリバイ』ではボーカルが強調されている。初期の2作は、僕からすれば曲のオープニングのプロダクションが重視されているように感じられる」と語っている。

## 反響・評価
オランダでは1985年9月14日付のアルバム・チャートで初登場43位となり、その後、最高18位を記録した。日本ではオリコンLPチャートで最高27位を記録し、1万枚以上を売り上げた。一方アメリカでは、ヴァンデンバーグのアルバムとしては初めてBillboard 200入りを逃した。
Rob Theakstonはオールミュージックにおいて5点満点中3点を付け「バンドが当初に受けていた期待の痕跡を、なおも披露している瞬間も、あるにはあるが稀だ」と評している。一方、有島博志は『BURRN!』誌1985年11月号のレビューで100点満点中87点を付け「彼らの場合、どうしてもギター・ワークを中心に聴いてしまいがちだが、本作はアンサンブルも良くバンドとしての存在感も出て来た」と評している。

## 収録曲
全曲ともエイドリアン・ヴァンデンバーグ作。8. 10.はインストゥルメンタル。
1. オール・ザ・ウェイ - "All the Way" - 3:50
2. ペダル・トゥ・ザ・メタル - "Pedal to the Metal" - 4:30
3. ライフタイム - "Once in a Lifetime" - 3:41
4. ヴードゥー - "Voodoo" - 3:20
5. ドレスト・トゥ・キル - "Dressed to Kill" - 3:36
6. ファイティング・アゲインスト・ザ・ワールド - "Fighting Against the World" - 4:16
7. ハウ・ロング - "How Long" - 4:11
8. プレリュード・モータル - "Prelude Mortale" - 0:34
9. アリバイ - "Alibi" - 4:22
10. カミカゼ - "Kamikaze" - 5:04

## 参加ミュージシャン
- バート・ヒーリンク - ボーカル
- エイドリアン・ヴァンデンバーグ – ギター、シンセサイザー、ハーモニー・ボーカル
- ディック・ケンパー – ベース、ベース・ペダル、ハーモニー・ボーカル
- ジョス・ズーマー - ドラムス、パーカッション

アディショナル・ミュージシャン
- Peter Schön - キーボード